# Romeo + Juliet
Romeo + Juliet o William Shakespeare's Romeo + Juliet (titulada: Romeo + Julieta, de William Shakespeare en Hispanoamérica y España) es una película estadounidense de 1996 basada en la obra Romeo y Julieta de William Shakespeare. Contó como director al australiano Baz Luhrmann y con Leonardo DiCaprio y Claire Danes como protagonistas. La película cuenta la historia de los jóvenes enamorados en Verona Beach, en un intento de dar un nuevo marco modernizado a la historia, ya que esta se sitúa en la época en la cual se estrenó (1996). Así se sustituyen espadas y dagas por pistolas y fusiles de asalto, y los hombres de las familias enfrentadas, los Capuleto y los Montesco son importantes hombres de negocios clandestinos.
Romeo + Juliet fue lanzada el 1 de noviembre de 1996 por 20th Century Fox con éxito comercial y recibió críticas generalmente positivas. La película recaudó más de $ 151,8 millones sobre un presupuesto de $ 14,5 millones. En el 47.º Festival Internacional de Cine de Berlín en 1997, DiCaprio ganó el Oso de Plata al Mejor Actor y Luhrmann ganó el premio Alfred Bauer. Luhrmann también fue nominado para el premio Golden Bear a la mejor película y en 2005, la película se incluyó en la lista de las "50 películas que debes ver antes de los 14 años".

## Argumento
En los tiempos modernos (ambientado en 1996, tomando en cuenta que es el año en que se estrenó la película), en la ciudad de Verona Beach, los Montesco y los Capuleto, son dos potencias rivales de negocios. El odio de la vieja generación - Fulgencio (Paul Sorvino) y Gloria Capuleto (Diane Venora) y Ted (Brian Dennehy) y Caroline Montesco (Christina Pickles) - se traslada también por sus familiares más jóvenes. En una gasolinera, los chicos Montesco - dirigido por Benvolio Montesco (Dash Mihok), primo de Romeo Montesco (Leonardo DiCaprio) - se enfrentan cara a cara con los chicos Capuleto - encabezada por Teobaldo Capuleto (John Leguizamo), primo de Julieta Capuleto (Claire Danes). Las dos pandillas rápidamente entablan una discusión, que culmina en un tiroteo entre Benvolio y Teobaldo, que lleva a prender fuego a la estación de gasolina y crea el caos en la ciudad. El Jefe de Policía, el capitán Prince Escalus (Vondie Curtis-Hall), los obliga a deponer las armas. Más tarde, en la estación de policía, el capitán Prince los reprime así como Fulgencio y Ted, culpándolos de tres peleas de calle y se les advierte que si el comportamiento continúa, sus vidas "pagarán la pérdida de la paz".
Mientras tanto, David "Dave" Paris (Paul Rudd), hijo del Gobernador habla con Fulgencio. Paris quiere comprometerse con la hermosa hija de Fulgencio, Julieta, pero él piensa que todavía es muy joven para el matrimonio. Sin embargo, invita a Paris a su fiesta de disfraces que va a celebrarse esa noche. En la mansión de los Capuleto, Gloria intenta convencer a Julieta para aceptar el compromiso de Paris mientras la prepara para la fiesta, pero ella no le da ninguna respuesta aceptable. Entretanto, Benvolio (mediante las súplicas de Ted) empieza a platicar con Romeo sobre su depresión reciente. Romeo le revela sobre su amor no correspondido por parte de Rosalina Capuleto mientras ven por televisión las noticias sobre los hechos que tuvo Benvolio en su encuentro con Teobaldo.
Esa noche, los Montesco, Benvolio y Romeo (vestido como un caballero medieval) se juntan con su amigo Mercucio Escalus (Harold Perrineau Jr.) (vestido como una drag queen), quien tiene una entrada para la fiesta de los Capuleto. Mercucio trata de convencer a Romeo para animarle a ir a la fiesta pero su enamorado amigo le rechaza. Romeo trata de contarle acerca de un sueño que tuvo, pero Mercucio se ríe de él. Romeo, aun teniendo un mal sentimiento acerca de los sucesos de la noche, coge una píldora que le ofrece Mercucio, y juntos van a la mansión de los Capuleto. Los efectos de la droga y la salvaje fiesta molestan a Romeo, por lo que busca un baño para enjuagarse la cara. Ahí, al otro lado de una pecera gigantesca, se encuentra con Julieta, que va vestida como un ángel.
Desafortunadamente, antes de que ellos puedan hablar, la ama de Julieta (Miriam Margolyes) le obliga a ir a bailar con Paris, quien está vestido como un astronauta. Romeo la encuentra y es sorprendido por Teobaldo, quien inmediatamente decide matarle por invadir su casa, pero Fulgencio le para, asustado y enojándose con Teobaldo con querer matar a Romeo en medio de la fiesta, ya que según él, si mata a Romeo, estropearía la fiesta. Romeo corteja a Julieta y se besan. Después se van a un ascensor sin parar de besarse pero son sorprendidos por Gloria y Paris cuando las puertas se abren. Una vez más la ama se lleva a Julieta lejos, revelando la identidad de Romeo como Montesco al mismo tiempo que este se entera de quién es Julieta. Romeo sale de la fiesta con Mercucio mientras Julieta le mira desde el balcón y Teobaldo sigue con deseos de matar a Romeo por entrometerse en su fiesta.
Romeo escapa rápidamente de sus amigos y vuelve a la mansión, escondiéndose bajo el balcón de Julieta, tratando de no ser visto por las cámaras de vigilancia de los Capuleto. Julieta sale sin saber que él está allí, y proclama su amor por él, diciendo que el único enemigo que tiene es su nombre y que, si renunciara a él, podría "tomarle entera". Romeo le "toma la palabra" y ella se cae por la impresión a la piscina. Julieta está impresionada porque él haya tenido el valor de entrar de nuevo, ya que lo matarían si lo vieran, y le dice que se marche por su propia seguridad, pero Romeo le dice que su amor no se verá escondido por culpa de sus parientes. Se besan y se juran amor eterno, pero se ven interrumpidos cuando la ama busca a Julieta. Antes de marcharse, le dice a Romeo que al día siguiente enviará un mensajero para que puedan casarse.
Al día siguiente, Romeo visita al sacerdote de Verona Beach, el Padre Lorenzo (Pete Postlethwaite) y le pide que le case con Julieta. Al principio piensa que eso solo puede traer malas consecuencias, pero más tarde decide que eso puede unir a las familias y conceder la paz. La ama busca a Romeo, y este dice que va a casarse con Julieta. Se casan en secreto junto con Baltasar (Jesse Bradford), amigo de Romeo, como testigo.
En la playa, Teobaldo busca a Romeo, pero se encuentra con Mercucio y la pandilla de los Montesco. Teobaldo insulta a Mercucio y los dos pelean cuando Romeo llega. Él no quiere pelear con Teobaldo ya que ambos son familia ahora, aunque él lo desconozca. Mercucio interfiere y está pegando a Teobaldo cuando Romeo le para. Teobaldo ataca a Mercucio con un cristal, matándolo. Romeo, sin control de sus deseos vengativos, persigue a Teobaldo con el coche y choca contra él para destruirle. Teobaldo salta del coche, e intenta huir, pero Romeo le alcanza. Teobaldo le apunta con una pistola, y el, loco de dolor, dice "o tú, o yo, o los dos iremos con él" (con Mercucio). Mata a Teobaldo cuando se le presenta la oportunidad. La policía, el capitán Prince y los Capuleto llegan después que los Montesco se fueron, a excepción de Benvolio, y declaran ante las súplicas de los Capuleto por venganza, que Romeo será desterrado.
Romeo va con Padre Lorenzo, y este le dice que tiene que agradecer el estar vivo y solo haber sido desterrado, ya que podía haber tenido una pena muchísimo peor. Padre Lorenzo le dice a Romeo de su idea para reconciliar a sus familias y pedir perdón al capitán Prince para que quite la orden de destierro y le permita a Romeo quedarse en Verona Beach. Romeo va a casa de Julieta y trepa por su ventana. Se besan y hacen el amor. A la mañana siguiente, Romeo y Julieta se despiden, y la madre de Julieta le dice que le han comprometido con Paris. Ella se niega, y entonces el padre de Julieta le obliga, y le maltrata, diciendo que es una cría malcriada. La madre intercede ante ella para detener su violencia, y sale disgustada. Incluso la ama dice que se tiene que casar con Paris, ya que Romeo es como si estuviera muerto. Julieta acepta el compromiso de mala gana.
Al día siguiente, Julieta va a confesarse con Padre Lorenzo, pero le dice que quiere morir para que él no la case con Paris y se coloca una pistola en la cabeza. Fray Lorenzo planea cómo salvar a Julieta de su boda, que sabe que se organizó contra su voluntad y que será celebrada el próximo jueves. Para ello, le da un brebaje que le hará parecer muerta durante 48 horas. Julieta va a su casa y por la noche lo bebe.
A la mañana siguiente su familia le tiene por muerta y la llevan al recinto donde están guardados los cuerpos de todos los Capuleto. Padre Lorenzo ha enviado un mensajero alertándole de todo a Romeo, para que pueda ir a reencontrarse con ella cuando despierte, pero Baltasar, que ha visto antes el entierro de Julieta, le alerta antes de que llegue la carta. Romeo, roto de dolor, va a Verona Beach, a sabiendas de que la policía y el capitán Prince intentarían matarlo si se enteraban de que él había vuelto. Él decide comprarle un eficaz veneno al boticario (M. Emmet Walsh) de la ciudad y llega al recinto de los Capuleto.
Ante el cadáver de Julieta, Romeo llora, y se lamenta. Después, bebe el veneno para morir y así estar con ella. Julieta despierta y ve a su enamorado a punto de morir delante de ella. Julieta le dice que por qué no le ha guardado un poco de veneno para morir junto a él y sella con un beso la muerte de Romeo. Intenta suicidarse como él, pero ha bebido todo el veneno, por lo que ya no hay para ella. Pero entonces, ve la pistola de Romeo, la toma y se dispara en la cabeza. Descubren a los dos jóvenes muertos, uno ante otro, y los Montesco y Capuleto se llevan los cadáveres. El capitán Prince dice que su rivalidad ha creado el dolor donde antes solo había amor y grita con todas sus fuerzas que todos están castigados.
"Un par de jóvenes enamorados que gracias a la rivalidad de sus familias, solo pudieron ser felices en la eternidad"...

## Reparto
- Leonardo DiCaprio como Romeo Montesco.
- Claire Danes como Julieta Capuleto.
- John Leguizamo como Teobaldo Capuleto.
- Dash Mihok como Benvolio Montesco.
- Harold Perrineau Jr. como Mercucio Escalus.
- Pete Postlethwaite como Padre Lorenzo.
- Brian Dennehy como Ted Montesco.
- Christina Pickles como Caroline Montesco.
- Paul Sorvino como Fulgencio Capuleto.
- Diane Venora como Gloria Capuleto.
- Paul Rudd como David "Dave" Paris.
- Vondie Curtis-Hall como el capitán Prince Escalus.
- Miriam Margolyes como Aya, la ama de Julieta.
- Jesse Bradford como Baltasar.
- Zak Orth como Gregorio.
- Jamie Kennedy como Sansón.
- M. Emmet Walsh como Boticario.
- Vincent Laresca como Abraham.

## Doblaje (Hispanoamérica)
- Luis Daniel Ramírez como Romeo Montesco.
- Rossy Aguirre como Julieta Capuleto.
- Mario Castañeda como Teobaldo Capuleto.
- Gerardo Reyero como Benvolio Montesco.
- Alfonso Obregón como Mercucio Escalus.
- Jorge Santos como Padre Lorenzo.
- Carlos Magaña como Ted Montesco.
- Rocío Garcel como Caroline Montesco.
- César Árias como Fulgencio Capuleto.
- Laura Torres como Gloria Capuleto.
- Salvador Delgado como David "Dave" Paris.
- Mario Sauret como el capitán Prince Escalus.
- Ángela Villanueva como Aya, la ama de Julieta.
- José Antonio Macías como Baltasar.
- Esteban Siller como Boticario.
- Federico Romano como Narración inicial.

## Producción

### Desarrollo
Después del éxito de Strictly Ballroom, Luhrmann se tomó un tiempo para decidir cuál sería su próximo proyecto:
Nuestra filosofía siempre ha sido pensar en lo que necesitamos en nuestra vida, elegir algo creativo que hará que esa vida sea satisfactoria y luego seguir ese camino. Con Romeo y Julieta, lo que quería hacer era mirar la forma en que Shakespeare podría hacer una película de una de sus obras si fuera un director. ¿Cómo lo haría? No sabemos mucho sobre Shakespeare, pero sí sabemos que haría una película de "película". Él era un jugador. Sabemos sobre el escenario isabelino y que él jugaba para 3000 apostadores borrachos, desde barrenderos hasta la reina de Inglaterra, y su competencia fue la de hostigar y la prostitución. Así que era un artista implacable y un usuario de dispositivos increíbles y trucos teatrales para crear algo de sentido y transmitir una historia. Eso era lo que queríamos hacer.
Luhrmann obtuvo algunos fondos de Fox para hacer un taller y filmar algunas imágenes en Sídney. Leonardo DiCaprio acordó pagar sus propios gastos para volar a Sídney y ser parte de ello. Una vez que Fox vio imágenes de la escena de la pelea, aceptaron apoyarla.

### Rodaje
Todo el desarrollo se realizó en Australia, con preproducción en Australia y Canadá y postproducción en Australia. Si bien algunas partes de la película se rodaron en Miami, la mayor parte de la película se filmó en la Ciudad de México y Boca del Río, Veracruz. Por ejemplo, la mansión Capuleto se estableció en el Castillo de Chapultepec, mientras que el salón de baile se construyó en la Etapa Uno de los Estudios Churubusco; y la iglesia es el Inmaculado Corazón de María en la Colonia Del Valle.

### Diferencias con la obra de Shakespeare
- Mientras retiene el diálogo original de Shakespeare en esta versión, la película presenta a los Montesco y los Capuleto como dos imperios narcotraficantes mafiosos en guerra (con frentes comerciales legítimos).
- En la obra, la trama está ambientada en Verona, mientras que en la película está ambientada en la ficticia Verona Beach.
- En la película, los nombres de los personajes, el señor y la señora Capuleto y el señor y la señora Montesco reciben sus nombres, mientras que en la obra de Shakespeare sus nombres nunca se mencionan.
- En la obra, las armas que se utilizan son espadas y dagas, mientras que en la película se reemplazan con pistolas (con marcas ficticias como "Dagger" y "Sword") y posibles fusiles de asalto.
- En la obra, la escena de la pelea callejera está dramatizada en el mercado, mientras que en la película en un entorno suburbano cerca de una gasolinera.
- En la película, el personaje de la obra Fray Lorenzo se convierte en el Padre Lorenzo.
- En la obra, el príncipe Escala es el príncipe de Verona, mientras que en la película se presenta como un Jefe de policía de Verona Beach que pasa a llamarse Capitán Prince Escalus.
- En la obra, los personajes de Fray Juan y Rosalina Capuleto se incluyeron en la tragedia, mientras que en la película fueron omitidos.
- En la película, Gregorio y Sansón son Montesco, mientras que en la obra son Capuleto.
- En esta versión, algunos detalles de la trama se desplazan, sobre todo al final de la película.

## Recepción

### Taquilla
La película se estrenó el 1 de noviembre de 1996, en los Estados Unidos y Canadá, en 1276 salas de cine, y recaudó USD 11,1 millones en su primer fin de semana, ocupando el primer lugar en la taquilla. Continuó con una ganancia bruta de USD 46,3 millones en los Estados Unidos y Canadá, con un total mundial de USD 147 554 998.

### Crítica
El agregador de reseñas Rotten Tomatoes calificó la película como "fresca", con un 70% de 61 críticos que dieron críticas positivas con una calificación promedio de 6,5 / 10 con el consenso que dice: "La estética visual de Baz Luhrmann es tan divisiva como fresca e inventiva". James Berardinelli le dio a la película 3 de 4 estrellas y escribió: "En última instancia, no importa cuantas innovaciones innovadoras y no convencionales se apliquen, el éxito de cualquier adaptación de una obra de Shakespeare está determinado por dos factores: la competencia del director y la capacidad de los miembros principales del elenco. Luhrmann, Danes y DiCaprio colocan a este Romeo y Julieta en manos capaces".
Por el contrario, Roger Ebert le dio a la película una crítica mixta de solo 2 estrellas de 4, diciendo: "He visto El rey Lear (Ran) como un drama de samuráis y Macbeth (Men of Respect) como una historia de mafia, y dos Romeo y Julieta diferentes sobre las dificultades étnicas en Manhattan (West Side Story y China Girl), pero nunca he visto nada que se acerque ni remotamente al lío que hace la nueva versión punk de Romeo y Julieta de la tragedia de Shakespeare".

### Reconocimientos
Leonardo DiCaprio ganó al actor favorito y Claire Danes ganó a la actriz favorita en un romance en los Blockbuster Entertainment Awards de 1997. En los MTV Movie Awards de 1997, Danes ganó la Mejor actuación femenina. DiCaprio fue nominado a Mejor interpretación masculina, y DiCaprio y Danes fueron nominados a Mejor beso y Mejor dúo en pantalla. En la 51.ª edición de los Premios de Cine BAFTA, el director Baz Luhrmann ganó la Mejor dirección, Luhrmann y Mary Haile ganaron el Mejor guion adaptado, Nellee Hooper ganó la Mejor música cinematográfica y Catherine Martin ganó el Mejor diseño de producción. La película también fue nominada a Mejor Cinematografía, Mejor Edición y Mejor Sonido.

## Premios

### Premios Oscar
| Año  | Categoría               | Receptor                        | Resultado |
| 1996 | Mejor dirección de arte | Catherine Martin Brigitte Broch | Nominados |

### Premios BAFTA
| Año  | Categoría                  | Receptor                                      | Resultado |
| ---- | -------------------------- | --------------------------------------------- | --------- |
| 1997 | Mejor director             | Baz Luhrmann                                  | Ganador   |
| 1997 | Mejor guion adaptado       | Craig Pearce Baz Luhrmann                     | Ganadores |
| 1997 | Mejor música               | Nellee Hooper Craig Armstrong Marius De Vries | Ganadores |
| 1997 | Mejor cinematografía       | Donald M. McAlpine                            | Nominado  |
| 1997 | Mejor montaje              | Jill Bilcock                                  | Nominado  |
| 1997 | Mejor diseño de producción | Catherine Martin                              | Ganadora  |
| 1997 | Mejor sonido               | Gareth Vanderhope Rob Young Roger Savage      | Nominados |

## Banda sonora
1. "#1 Crush" – Garbage
2. "Local God" –Everclear
3. "Angel" – Gavin Friday
4. "Pretty Piece of Flesh" – One Inch Punch
5. "Kissing You (Love Theme from Romeo & Juliet)" – Des'ree
6. "Whatever (I Had a Dream)" – ][Butthole Surfers]]
7. Lovefool– The Cardigans
8. "Young Hearts Run Free" – Kym Mazelle
9. "Everybody's Free (To Feel Good)" – Quindon Tarver
10. "To You I Bestow" – Mundy
11. "Talk Show Host" – Radiohead
12. "Little Star" – Stina Nordenstam
13. "You and Me Song" – The Wannadies

## Estrenos
- Estados Unidos: viernes, 1 de noviembre de 1996
- Canadá: viernes, 1 de noviembre de 1996
- Puerto Rico: jueves, 21 de noviembre de 1996
- Australia: jueves, 26 de diciembre de 1996
- Corea del Sur: sábado, 28 de diciembre de 1996
- México: miércoles, 1 de enero de 1997
- Brasil: viernes, 10 de enero de 1997
- Belice: viernes, 24 de enero de 1997
- Costa Rica: viernes, 24 de enero de 1997
- El Salvador: viernes, 24 de enero de 1997
- Guatemala: viernes, 24 de enero de 1997
- Honduras: viernes, 24 de enero de 1997
- Nicaragua: viernes, 24 de enero de 1997
- Panamá: viernes, 24 de enero de 1997
- Argentina: jueves, 30 de enero de 1997
- Perú: viernes, 31 de enero de 1997
- Uruguay: viernes, 31 de enero de 1997
- Filipinas: miércoles, 5 de febrero de 1997
- Jamaica: miércoles, 5 de febrero de 1997
- Ecuador: viernes, 7 de febrero de 1997
- Taiwán: sábado, 8 de febrero de 1997
- Bolivia: jueves, 13 de febrero de 1997
- Nueva Zelanda: jueves, 13 de febrero de 1997
- Colombia: viernes, 14 de febrero de 1997
- India: viernes, 14 de febrero de 1997
- Sudáfrica: viernes, 14 de febrero de 1997
- Israel: viernes, 21 de febrero de 1997
- Letonia: viernes, 21 de febrero de 1997
- Suecia: viernes, 21 de febrero de 1997
- Países Bajos: jueves, 27 de febrero de 1997
- Chipre: viernes, 28 de febrero de 1997
- Finlandia: viernes, 28 de febrero de 1997
- Grecia: viernes, 28 de febrero de 1997
- Italia: viernes, 28 de febrero de 1997
- Indonesia: martes, 4 de marzo de 1997
- Venezuela: miércoles, 5 de marzo de 1997
- Bulgaria: viernes, 7 de marzo de 1997
- España: viernes, 7 de marzo de 1997
- Noruega: viernes, 7 de marzo de 1997
- Rumania: viernes, 7 de marzo de 1997
- Alemania: jueves, 13 de marzo de 1997
- Eslovaquia: jueves, 13 de marzo de 1997
- República Checa: jueves, 13 de marzo de 1997
- Singapur: jueves, 13 de marzo de 1997
- Austria: viernes, 14 de marzo de 1997
- Líbano: viernes, 14 de marzo de 1997
- Suiza: viernes, 14 de marzo de 1997
- Lituania: viernes, 21 de marzo de 1997
- Tailandia: viernes, 21 de marzo de 1997
- Turquía: viernes, 21 de marzo de 1997
- Paraguay: miércoles, 26 de marzo de 1997
- Reino Unido: miércoles, 26 de marzo de 1997
- Dinamarca: jueves, 27 de marzo de 1997
- Hungría: jueves, 3 de abril de 1997
- Croacia: jueves, 10 de abril de 1997
- Eslovenia: jueves, 10 de abril de 1997
- Estonia: viernes, 11 de abril de 1997
- Bélgica: miércoles, 16 de abril de 1997
- Francia: miércoles, 16 de abril de 1997
- Japón: sábado, 19 de abril de 1997
- Polonia: miércoles, 30 de abril de 1997
- Portugal: viernes, 2 de mayo de 1997
- Hong Kong: jueves, 8 de mayo de 1997
- Chile: jueves, 12 de junio de 1997
- Yugoslavia: jueves, 12 de junio de 1997
- Egipto: lunes, 16 de junio de 1997
- Rusia: viernes, 1 de agosto de 1997
- Ucrania: viernes, 1 de agosto de 1997